# Dawn (Pokémon)
Dawn (poznata kao Hikari u Japanu) fiktivan je lik iz Pokémon franšize – videoigara, animiranih serija, manga stripova, knjiga, igračaka i ostalih medija kojima je tvorac Satoshi Tajiri.

## U animiranoj seriji
U Pokémon animiranoj seriji, Dawn je djevojka iz grada Twinleafa u Sinnoh regiji. Njena majka, Ayako, nekada je bila vrhunska Pokémon koordinatorica, koja je pobijedila na Grand festivalu. Sa željom da prati majčine stope, Dawn se otisne na put kroz Sinnoh regiju u namjeri da postane najbolja Pokémon koordinatorica. Njen početni Pokémon je Piplup. Na početku svog putovanja, Dawn je vidjela Legendarnog Pokémona Mesprita (što je izjednačuje s Ashom, koji je na početku svog putovanja vidio Ho-oha). Isto tako, na početku putovanja, Dawn naiđe na ozlijeđenog Pikachua, koji joj je, dok se pokušavao obraniti od Tima Raketa, slučajno spržio bicikl svojim Električnim napadom (što je zapravo parodija na činjenicu da je Pikachu spržio i Mistyjin i Mayin bicikl). Na kraju se ispostavilo da je Pikachu na kojeg je naišla zapravo Pikachu Asha Ketchuma. Dawn trenutačno putuje kroz Sinnoh regiju zajedno s Ashom i Brockom. Dawnina je suparnica Zoey, još jedna mlada Pokémon koordinatorica. Dawn se ponovno pojavljuje u Unova regiji.
Dawn ima naviku govoriti frazu "No need to worry!" ("Nema brige!", ili "Daijōbu!" u originalnoj japanskoj verziji), čak i u najtežim i najzabrinjavajućim situacijama.

### Pokémoni
- Piplup

Piplup je Dawnin početni Pokémon. Pobjegavši iz laboratorija Prof. Rowana nakon svađe s Chimcharom, Dawn je pronašla Piplupa zapletenog u mreži divljeg Ariadosa te ga je oslobodila. Par se zbližio i Dawn je odabrala Piplupa za svog početnog Pokémona. Piplup je pomalo razmažen, ponaša se kao derište te je izgubio u svojoj prvoj Pokémon borbi, iako je veoma odlučan Pokémon koji je bio jako uzbuđen nakon prihvaćanja Dawnine ponude da se natječu u Pokémon Izložbama. Dawn i Piplup imaju posebnu, čvrstu vezu, iako se često znaju posvađati.
- Buneary

Dawn je Bunearyja uhvatila u devetoj epizodi Diamond i Pearl sezone. Tijekom prve četiri epizode, Dawn je dvaput pokušala uhvatiti Bunearyja, ali oba puta neuspješno. U Pokémon animiranoj seriji, kao i u Pokémon manga stripovima, Dawnin je Buneary zaljubljen u Ashova Pikachua (što se može primijetiti kada pokriva svoje lice čupercima na ušima). Buneary zna koristiti neke neuobičajene tehnike za svoj tip, poput Ledene zrake (Ice Beam).
- Pachirisu

Dawn uhvati Pachirisua u epizodi "I Get Pachirisu?! Is that OK?", što ga čini prvim Električnim Pokémonom (izuzev Ashova Pikachua) kojeg uhvati jedan od glavnih likova Pokémon animirane serije. 

Dawnin je Pachirisu izrazito hiperaktivan Pokémon i pobjegne nakon što ga Dawn uhvati. Tijekom iste epizode, Pachirisu nekoliko puta šokira Dawn svojim Električnim napadima. Dawn zatim dođe do zaključka kako ne može smiriti i trenirati Pachirisua, te ga osobađa. No, nakon borbe s Timom Raketa, Dawn ponovo uhvati istog Pachirisua i on postaje aktivni dio njenog Pokémon tima.

Pachirisuove vještine u početku nisu bile sjajne, no s vremenom se počeo privikavati na Pokémon izložbe.
- Swinub → Piloswine → Mamoswine

Tijekom epizode "The Gluttonous Swinub at Mr. Backlot's!", Dawn hvata Swinuba nakon što ovaj s lakoćom pobijedi Tim Raketa. Swinub je veoma proždrljive naravi i osjeća snažnu bliskost i privrženost prema Dawn. Tijekom epizode DP104, Swinub se razvio u Piloswinea tijekom borbe protiv Tima Raketa. Piloswine se razvija u Mamoswinea u epizodi "A Breed Stampede" međutim postaje neposlušan odbijajući njene nardbe. Tek poslije borbe s Aggronom u "Trials and Adulations" i nakon što se Dawn pobrinula za njega, Mamoswine ju počinje slušati. Mamoswine je trenutno moguće najjači Pokemon u njenom timu s napadima poput 'Drevna Snaga' (AncientPower), 'Ledena Zraka' (Ice Beam) i drugi.
- Cyndaquil → Quilava

U epizodi "Johto Festa! Chikorita and Totodile Appear!" Dawn pobjeđuje na natjecanju osvajajući Pokemon jaje. U istoj toj epizodi, jaje se liježe u Cyndaquila. Cyndaquil se bori s Piplupom za njenu naklonost, a vlada napadima poput 'Plameni Kotač'(Flame Wheel) i 'Brzi Napad'(Swift). U epizodi Piplup, Pansage, and a Meeting of the Times, kad se Dawn pojavila u Unova regiji, otkrila je da je njezin Cyndaquil evoluirao u Quilavu.

## U videoigrama
Dawn je glavni lik u Pokémon Diamond i Pearl videoigrama te je kao takva igriv lik. Doduše, ako igrač odabere započeti igru kao muški lik, ona će biti jedna od pomoćnika profesora Rowana, i u određenim će se situacijama pridružiti igraču tijekom dvostrukih borbi.

## U treningu
Ambipom
Dawn ostavlja Ambipoma s ping-pong majstorom kako bi Ambipom usavršila svoje vještine. Ambipomov povratak se ne očekuje, jer je ova situcija slična ovoj kada je Ash ostavio svog Primeapea kod boksača.

## Suparnici
Dawnina glavna suparnica je Zoey, no njih dvije imaju prijateljski odnos, i Zoey često pomaže Dawn da smisli nove strategije za izložbe. Zoey najvjerojatnije ima dvije vrpce iz Pokemon Super Izložbi.
Još jedan Dawnin suparnik je Kenny, koji joj je i prijatelj iz djetinjstva. Njemu početni i glavni Pokemon je Prinplup, sljedeća faza Piplupa, Dawninog početničkog Pokemona. 